# Епл Ривер (Илиноис)
Епл Ривер (енгл. Apple River) град је у америчкој савезној држави Илиноис.

## Демографија
По попису из 2010. године број становника је 366, што је 13 (-3,4%) становника мање него 2000. године.
| Група             | 2000.       | 2010.       |
| Белци             | 375 (98,9%) | 359 (98,1%) |
| Афроамериканци    | 3 (0,8%)    | 1 (0,3%)    |
| Азијати           | 0 (0,0%)    | 0 (0,0%)    |
| Хиспаноамериканци | 0 (0,0%)    | 0 (0,0%)    |
| Укупно            | 379         | 366         |